# Bạo lực đối với nam giới
Bạo lực với đàn ông bao gồm các hành vi bạo lực được cam kết không tương xứng hoặc dành riêng cho nam giới. Đàn ông được thể hiện quá mức là cả nạn nhân  lẫn thủ phạm của bạo lực. Bạo lực tình dục đối với đàn ông được đối xử khác nhau trong bất kỳ xã hội nào từ cam kết chống lại phụ nữ và có thể không được luật pháp quốc tế công nhận.

## Nhận thức và các khía cạnh
Các nghiên cứu về thái độ xã hội cho thấy bạo lực được coi là nghiêm trọng hơn hay ít hơn tùy thuộc vào giới tính của nạn nhân và hung thủ. Theo một nghiên cứu trong ấn phẩm Aggressive Behavior, bạo lực đối với phụ nữ có khả năng được báo cáo bởi các bên thứ ba cho cảnh sát bất kể giới tính của kẻ tấn công, mặc dù nhiều khả năng báo cáo kết hợp giới tính là hung thủ nam và nạn nhân nữ.  Việc sử dụng các khuôn mẫu của các cơ quan thực thi pháp luật là một vấn đề được công nhận, và học giả luật quốc tế Solange mouthaan lập luận rằng, trong các kịch bản xung đột, bạo lực tình dục đối với nam giới đã bị bỏ qua để tập trung vào bạo lực tình dục đối với phụ nữ và trẻ em. Một lời giải thích cho sự khác biệt về trọng tâm này là sức mạnh thể chất mà đàn ông nắm giữ trước phụ nữ khiến mọi người dễ lên án bạo lực với cấu hình giới tính này. Khái niệm nam giới sống sót sau bạo lực đi ngược lại nhận thức xã hội về vai trò giới của nam giới, dẫn đến sự công nhận thấp và một số quy định pháp lý. Thường thì không có khung pháp lý nào để người phụ nữ bị truy tố khi phạm tội bạo lực đối với người đàn ông.
Richard Felson thách thức giả định rằng bạo lực đối với phụ nữ khác với bạo lực đối với đàn ông. Các động cơ tương tự đóng một vai trò trong hầu hết tất cả các bạo lực, bất kể giới tính: để giành quyền kiểm soát hoặc quả báo và để thúc đẩy hoặc bảo vệ hình ảnh bản thân.
Viết cho tạp chí Time, Cathy Young chỉ trích phong trào nữ quyền vì đã không làm đủ để thách thức các tiêu chuẩn kép trong việc đối xử với các nạn nhân nam bị lạm dụng thể xác và tấn công tình dục.

## Bạo lực gia đình
Năm 2013, tổng biên tập của tạp chí Đối tác lạm dụng, John Hamel, đã thành lập Nhóm nghiên cứu bạo lực gia đình để tạo ra "Dự án lạm dụng kiến thức đối tác (PASK)". PASK tìm thấy sự tương đương về tỷ lệ cả thủ phạm và nạn nhân đối với nam và nữ.
Những người đàn ông là nạn nhân của bạo lực gia đình đôi khi không muốn báo cáo hoặc tìm kiếm sự giúp đỡ. Theo một số nhà bình luận cũng có một mô hình chỉ những người đàn ông duy trì bạo lực gia đình và không bao giờ là nạn nhân. Shamita Das Dasgupta và Erin Pizzey nằm trong số những người tranh luận rằng, cũng như các hình thức bạo lực khác đối với đàn ông, bạo lực đối tác thân mật thường ít được công nhận trong xã hội khi nạn nhân là đàn ông. Bạo lực của phụ nữ đối với đàn ông trong các mối quan hệ thường là 'tầm thường hóa'  do vóc dáng được cho là yếu hơn của phụ nữ; trong những trường hợp như vậy, việc sử dụng các vật thể và vũ khí nguy hiểm bị bỏ qua.  Nghiên cứu từ những năm 1990 đã xác định các vấn đề về nhận thức và sai lệch thực tế khi cảnh sát có liên quan, với nạn nhân nam bị phủ nhận ngay cả khi bị thương tích.